# Hinglish
Hinglish, un acrónimo de hindi e inglés, es el uso híbrido macarónico del inglés y las lenguas del subcontinente indio, y especialmente del indostaní. Implica el cambio de código o translenguaje entre estos idiomas mediante el cual se intercambian libremente dentro de una oración o entre oraciones. Hinglish también puede referirse al hindi romanizado: hindi escrito en escritura latina (en lugar del tradicional devanagari), a menudo también mezclado con palabras o frases en inglés.

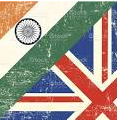
El Hinglish es la mezcla de Hindi e Inglés

## Análisis computacional
Con su uso generalizado en redes sociales como blogs, Facebook y Twitter, el análisis del hinglish usando computadoras se ha vuelto importante en una serie de aplicaciones de procesamiento del lenguaje natural como la traducción automática (MT) y la traducción de voz a voz.

## Diccionario
Se ha publicado un diccionario que utiliza el término Hinglish en su título. Describe palabras de lenguas indias que se utilizan comúnmente en las zonas urbanas de Gran Bretaña.

## Usuarios
El hinglish se escucha más comúnmente en los centros urbanos y semiurbanos del norte de la India y lo habla la diáspora india. La investigación sobre la dinámica lingüística de la India muestra que, si bien el uso del inglés está aumentando, hay más personas que dominan el hinglish que el inglés puro. David Crystal, un lingüista británico de la Universidad de Gales, proyectó en 2004 que, con alrededor de 350 millones, los hablantes de hinglish en el mundo pronto podrían superar en número a los hablantes nativos de inglés.